# 젤다의 전설 이상한 나무열매

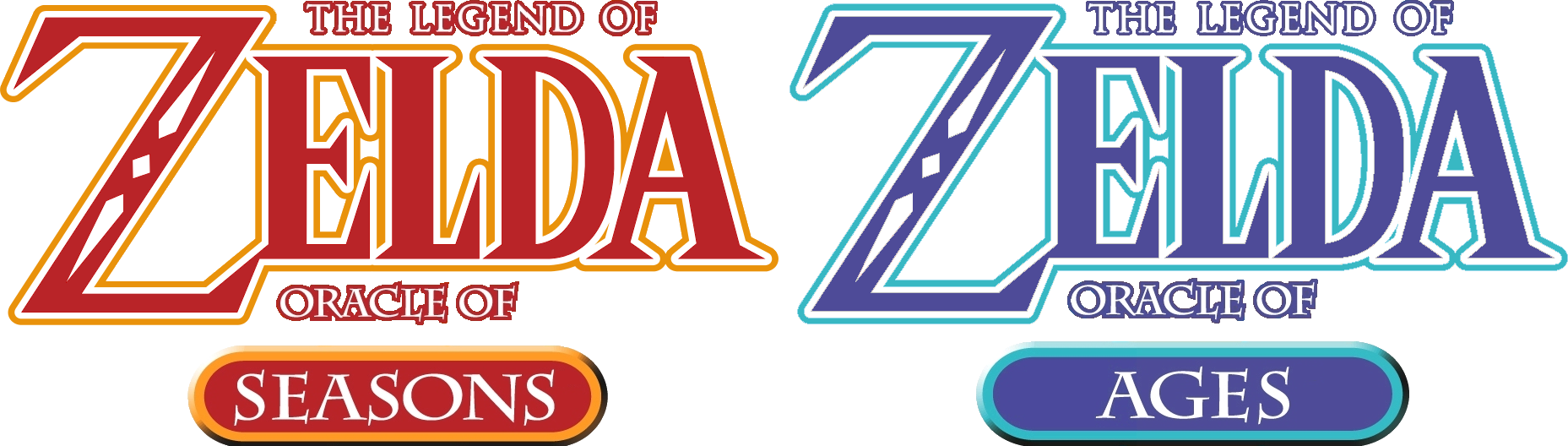

젤다의 전설 이상한 나무열매(ゼルダの伝説 ふしぎの木の実, The Legend of Zelda: Oracle of Seasons and Oracle of Ages)는 닌텐도가 개발하고 판매한 비디오 게임이다. 시공의 장과 대지의 장 두 개의 게임이 출시되었다.